# Марей, Сайед
Сайед Маре́й (араб. سيد مرعي‎; 26 августа 1913 — 22 октября 1993) — египетский политик, сельскохозяйственный инженер и экономист. Его имя было связано с сельским хозяйством, аграрной мелиорацией и мелиорацией земель; долгое время он был министром сельского хозяйства, а затем вице-президентом и председателем Народного собрания Египта (23 октября 1974 — 3 ноября 1978) в эпоху президента Мухаммеда Анвара Садата.

## Биография
Учился на сельскохозяйственном факультете Каирского университета, который окончил в 1937 году. Впервые избран депутатом парламента в 1944 году. После Июльской революции 1952 года назначен в Высший комитет по проведению аграрной реформы — Гамаль Абдель Насер сделал его ответственным за перераспределение земель в пользу неимущего крестьянства. Член правления ряда банков: Сельскохозяйственного и кооперативного банка (с 1955 года), Египетско-ливанского банка (1961—1967) и банка «Миср» (1962—1967) — в последних двух он стал директором.
В 1956—1959 годах, а затем неоднократно после 1967 года, начиная с периода с марта 1968 по январь 1972 года, занимал пост министра сельского хозяйства и аграрной реформы. После прихода к власти нового президента Анвара Садата тот назначил Марея одним из четырёх вице-премьер-министров. После ареста экс-вице-президента Али Сабри новый премьер Азиз Сидки рекомендовал Саида Марея на пост генерального секретаря единственной легальной политической организации страны — Арабского социалистического союза. Перед занимавшим должность генсека АСС в 1972—1973 годах Мареем была поставлена задача переориентировать партию «вправо». В 1975 году он стал вице-президентом и председателем Народного собрания, в 1978—1981 годах — помощником президента Египта.
В 1974 году стал генеральным секретарём Международной продовольственной конференции ООН. В 1975—1977 годах — президент Всемирного продовольственного совета ООН. Автор ряда работ по продовольственным и аграрным проблемам развивающихся стран.

## Сочинения
- Agrarian reform in Egypt, Cairo, 1957;
- UAR agriculture enters a new age, Cairo, 1960;
- Problems agrarian reform and the population explosion, 1960;
- The world food crisis, 2 ed., L.—N.Y., 1978;
- Food production in developing countries: possibilities and means, 1978;
- Agriculture in Egypt, 1978.